# 김초롱 (아나운서)
김초롱(1985년 8월 20일~)은 문화방송에 소속된 대한민국의 아나운서이다.

## 학력
- 이화여자대학교 환경디자인과 학사

## 경력
- MBC강원영동 아나운서
- 목포문화방송 아나운서
- 2011년 MBC ‘우리들의 일밤 - 아나운서 공개 채용 신입사원’ 최종 합격
- 2011년~현재 문화방송 아나운서
- 2018년 제23회 평창 동계 올림픽 MBC 캐스터
- MBC 아나운서국 차장
- 2021년 제32회 2020 도쿄올림픽 캐스터
- 2022년 제24회 2022 베이징 동계올림픽 캐스터
- 2023년 제19회 항저우 아시안게임 캐스터

## 진행

### 텔레비전 프로그램
| 연도             | 방송사 | 제목                      | 담당     | 비고 |
| ---------------- | ------ | ------------------------- | -------- | ---- |
| 2012~2013        | MBC    | MBC 스포츠뉴스            | 진행     | 평일 |
| 2017             | MBC    | MBC 스포츠뉴스            | 진행     | 평일 |
| 2019             | MBC    | MBC 스포츠뉴스            | 진행     | 평일 |
| 2013             | MBC    | MBC 뉴스 24               | 진행     |      |
| 2014~2016        | MBC    | 생방송 오늘 저녁          | 진행     |      |
| 2015             | MBC    | 메이저리그 다이어리       | 진행     |      |
| 2016~2017        | MBC    | TV 속의 TV                | 진행     |      |
| 2017             | MBC    | 경제매거진 M              | 진행     |      |
| 2017~2018 2019 ~ | MBC    | 출발! 비디오 여행         | 진행     |      |
| 2018             | MBC    | MBC 스페셜 산부인과       | 내레이션 |      |
| 2019~2020        | MBC    | 생방송 행복드림 로또 6/45 | 진행     |      |
| 2020~2022 2024 ~ | MBC    | MBC 뉴스데스크            | 진행     | 주말 |

## 라디오
- 세상을 여는 아침(2018년 2월 5일~11월 4일/2019년 2월 11일~2020년 5월 10일)
- 건강한 아침 김초롱입니다(2023년 3월 27일~2024년 6월 30일)